# Juan Pablo Vaulet
Juan Pablo Vaulet (Córdoba, 22 marzo 1996) è un cestista argentino con cittadinanza polacca.

## Carriera
Dopo aver giocato nella Liga Nacional de Básquet (il massimo campionato argentino) con il Club Estudiantes de Bahía Blanca viene scelto alla 39ª chiamata del Draft 2015 dagli Charlotte Hornets, nello stesso giorno i suoi diritti vengono ceduti ai Brooklyn Nets in cambio di due future seconde scelte al draft ed una somma in denaro.